# Marcus Mumford
Marcus Mumford (Anaheim, Kalifornia, 1987. január 31. –) amerikai-angol zenész és producer. Főként a Mumford & Sons együttes énekeseként ismert. Több hangszeren is játszik: gitár, dob, mandolin.

## Életpályája

### Gyerekkora és tanulmányai
Angol szülők gyermeke, rendelkezik brit és amerikai állampolgársággal egyaránt. Egy bátyja van: James.
Amikor Marcus féléves volt, a család visszaköltözött Angliába. Wimbledon Chase-be telepedtek le, Londontól délnyugatra. Marcus itt nőtt fel és járt a King’s College iskolába, ahol megismerkedett zenész barátjával Ben Lovett-tel, aki a Mumford & Sons-ban billentyűs. Az edinburghi egyetemen kezdte meg felsőfokú tanulmányait, de egy év után visszatért Londonba, hogy a zenei karrierjére koncentráljon, bár a Mumford & Sons debütáló Sigh No More (2009) albumát még Edinburghban vetette papírra.

### Zenei pályafutása
Zenei karrierjét Laura Marling turné dobosaként kezdte, ahol együtt zenélt a mai Mumford & Sons tagjaival (Ben Lovett, Winston Marshall, Ted Dwane). Az ezen idő alatt átélt fellépések és tapasztalatok hatására döntött úgy 2007-ben a négy fiatal zenész, hogy zenekart alapít, amely  napjainkra komoly elismerésnek örvend mind a hallgatók, mind a kritikusok körében.
2012 decemberében Marcus helyet kapott a Forbes harmincon aluli zenei csillagainak listáján, olyan híres előadók mellett, mint Adele vagy Rihanna.
Oscar Isaac-kal közösen készített egy átdolgozást a „Dink’s Song” nevű amerikai folk dalból a 2013-as Llewyn Davis világa című Coen testvérek filmhez.
2014-ben Marcus közreműködött a Lost on The River: The New Basement Tapes kollaborációs albumon. Olyan előadókkal mint: Elvis Costello, Rhiannon Giddens, Taylor Goldsmith, Jim James, Jay Bellerose és producerrel T Bone Burnett-el.
A Mumford & Sons-al négy albumot adott ki: Sigh No More (2009); Babel (2012); Wilder Mind (2015); Delta (2018).

### Producerként
2014-ben Marcus producerként dolgozott Christian Letts 2015 februárjában kiadott bemutatkozó lemezén a Hold Fast-on. Továbbá társíróként közreműködött a következő dalokban: Copper Bells; La Mer; Emeralds; Matches.

## Magánélete
Szülei John és Eleanor Mumford régebbi vezetői a Vineyard Churchnek. 2010-ig élt párkapcsolatban Laura Marling énekesnővel. 2012 áprilisában feleségül vette Carey Mulligan színésznőt, akivel gyerekkori levelező társak voltak. 2015 szeptemberében megszületett első gyermekük Evelyn Mumford, 2017 augusztusában kisfiúk Wilfried Mumford.

## Diszkográfia
- Sigh No More (2009)
- Babel (2012)
- Wilder Mind (2015)
- Delta (2018)
- (Self-Titled) (2022)

## Fordítás
Ez a szócikk részben vagy egészben  a   Marcus Mumford című angol Wikipédia-szócikk fordításán alapul.  Az eredeti cikk szerkesztőit annak laptörténete sorolja fel. Ez a jelzés csupán a megfogalmazás eredetét és a szerzői jogokat jelzi, nem szolgál a cikkben szereplő információk forrásmegjelöléseként.